# Walter Karten
Walter Karten (* 18. November 1934 in Rheydt) ist ein deutscher Betriebswirt und emeritierter Professor für Allgemeine Betriebswirtschaftslehre (ABWL)  sowie Versicherungsbetriebslehre an der Universität Hamburg.

## Leben
Walter Karten absolvierte von 1954 bis 1956 eine Ausbildung zum Versicherungskaufmann bei der Provinzial Feuerversicherungsanstalt der Rheinprovinz in Düsseldorf. Von 1956 bis 1959 fungierte er als Sachbearbeiter bei diesem Versicherungsunternehmen. Bis 1970 war Karten auch nebenberuflich im Außendienst tätig.
Von 1956 bis 1965 studierte er Betriebswirtschaftslehre (BWL) an der Universität zu Köln. 1961 erlangte Karten dort den Abschluss Diplom-Kaufmann (Dipl.-Kfm.).
1965 gelang ihm die Promotion zum Dr. rer. pol. an der Universität zu Köln. Das Thema seiner Dissertation lautete Grundlagen eines risikogerechten Schwankungsfonds für Versicherungsunternehmen. Von 1961 bis 1970 agierte Karten als Wissenschaftliche Hilfskraft / Wissenschaftlicher Assistent am Seminar für Versicherungslehre und 1963/64 am Seminar für Wirtschafts- und Sozialstatistik der Universität zu Köln.
Im Jahr 1970 wurde Walter Karten ordentlicher Professor für Allgemeine Betriebswirtschaftslehre und Versicherungsbetriebslehre an der Universität Hamburg.
Von 1970 bis 1998 war er Studienleiter beim Institut für Berufsfortbildung der Versicherungswirtschaft in Hamburg. Seit 1975 fungierte Karten als Studienleiter der Deutschen Versicherungsakademie (DVA) am Studienort Hamburg.
Seit dem 1. April 2000 ist Walter Karten emeritiert.
Walter Karten hatte Gastprofessuren in Wien, Istanbul, Accra und Shanghai inne. Er war Professor am Chinesisch-Deutschen Hochschulkolleg der Tongji-Universität in Shanghai.

## Forschungsschwerpunkte
Seine Forschungsschwerpunkte waren Entscheidungstheorie, Risikopolitik (Risk-Management), Risiko- und Versicherungstechnik sowie betriebswirtschaftliche Funktionen im Versicherungsbetrieb.

## Schriften (Auswahl)
- Grundlagen eines risikogerechten Schwankungsfonds für Versicherungsunternehmen. 1966.
- Das Einzelrisiko und seine Kalkulation. Gabler Verlag, Wiesbaden 1993, ISBN 3-409-92724-7.
- als Herausgeber: Lebensversicherung und Geschäftsbesorgung. VVW Verlag, Karlsruhe 1998, ISBN 3-88487-747-X (Kolloquium in Memoriam Karl Sieg, Hamburg, 30. September 1998).
- Versicherungsbetriebslehre. Kernfragen aus entscheidungsorientierter Sicht. VVW Verlag, Karlsruhe 2000, ISBN 3-88487-845-X.